# Pierre Jean François Arago
Pour les articles homonymes, voir Arago.
Pierre Jean François Arago, né le 10 janvier 1862 à Fauguerolles (Lot-et-Garonne) et mort le 8 mars 1937 à Paris,  est un homme politique français, député des Alpes-Maritimes sous la Troisième République.

## Biographie
François Arago est le fils d'Emmanuel Arago, l'un des fondateurs de la République, et le petit-fils du savant et homme d'État, François Arago, dont par tradition familiale il porte le prénom.
Son épouse, Marie Dupuy, est la fille de Jean Dupuy, sénateur des Hautes-Pyrénées et directeur du Petit Parisien.
Diplomate de profession, il est élu député de Grasse en janvier 1903 et siège au sein de l'Union républicaine. Réélu en 1906, il est battu par Joseph Gillette-Arimondy en 1910, mais parvient à reconquérir son siège en avril 1914.
Réélu député en 1919 dans la Chambre bleue horizon, il devient l'un des principaux leader de la majorité de Bloc national. Il n'est pas réélu en 1924.
Son fils qui, conformément à la tradition familiale, porte lui aussi le prénom de son grand-père, en l’occurrence Emmanuel, est un proche conseiller de Paul Renaud et d'Édouard Daladier ainsi qu'un ami d'Emmanuel Berl et de la chanteuse Mireille Hartuch qu'il cache en Corrèze durant l'Occupation.

## Mandats
- Député des Alpes-Maritimes : 1903-1910 et 1914-1924.

## Décorations
- Officier de la Légion d'honneur (1900)[2]